# Tempest Storm

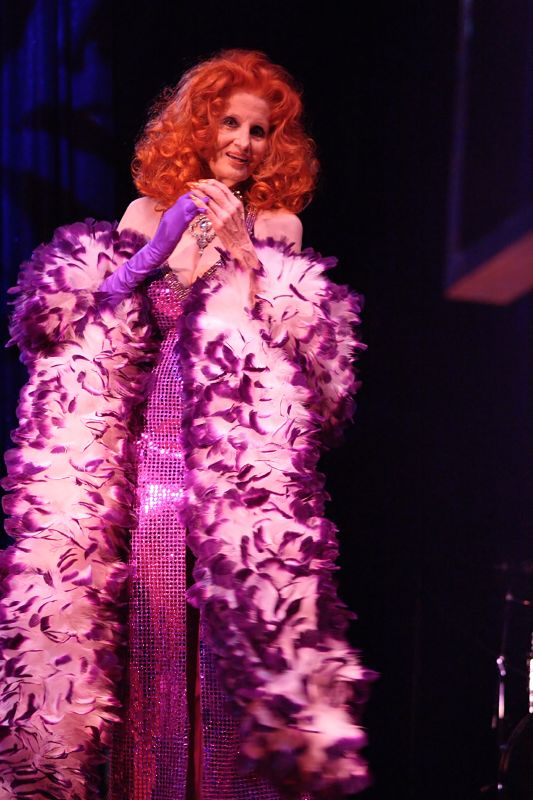
Tempest Storm, 2006

Tempest Storm (* 29. Februar 1928 als Annie Blanche Banks in Eastman, Georgia; † 20. April 2021 in Las Vegas, Nevada) war eine US-amerikanische Burlesque-Tänzerin und Filmschauspielerin.

## Leben
Da sie durch ihren Stiefvater Opfer von Kindesmissbrauch geworden war, verließ sie früh ihr Elternhaus. Im Alter von 20 Jahren war sie bereits zweimal geschieden. Sie zog nach Hollywood, um als Tänzerin zu arbeiten, aber dank ihrer Figur und ihrer Ausstrahlung wurde sie eine populäre Burlesquetänzerin.
Nach einigen Jahren auf der Bühne eines Burlesque-Theaters in Oakland und anderen Clubs in den Staaten, auch in Las Vegas, wurde sie in etlichen Magazinen abgebildet. Sie trat in Burlesque-Filmen auf, unter anderem in Russ Meyers French Peep Show (1950), Paris After Midnight (1951), Striptease Girl (1952) und gemeinsam mit Bettie Page in Irving Klaws Teaserama (1955). Während der 1950er und 1960er wirkte sie auch in einigen Spielfilmen mit; sie stellte sich selbst dar, spielte aber auch Charakterrollen. Neben Lili St. Cyr und Blaze Starr war sie eine der bekanntesten Burlesquekünstlerinnen dieser Zeit und hatte Affären mit John F. Kennedy, Elvis Presley, Sammy Davis Jr. und Vic Damone.
Zusammen mit dem Autor Bill Boyd gab sie im Jahr 1987 unter dem Titel Tempest Storm: The Lady Is a Vamp eine Biografie heraus. Sie wurde in Dixie Evans’ Ruhmeshalle des Exotic World Burlesque Museum in Helendale aufgenommen; ihr G-String ist Teil der Ausstellung. Ihre Karriere wird als eine der längsten in dem Genre betrachtet, offiziell setzte sie sich im Alter von 67 Jahren zur Ruhe; sie trat aber immer noch gelegentlich auf, beispielsweise strippte sie 1999 in San Francisco zur Feier des 30-jährigen Bestehen des O’Farrell Theatre.
Storm war insgesamt viermal verheiratet. Aus ihrer letzten, ebenfalls geschiedenen Ehe mit dem Sänger und Schauspieler Herb Jeffries stammt ihre Tochter Patricia. Tempest Storm lebte in Las Vegas.